# I Don't Want to Spoil the Party
"I Don't Want to Spoil the Party" é uma canção composta por John Lennon e creditada a Lennon/McCartney. Foi gravada pela banda britânica The Beatles e lançada no álbum Beatles for Sale, de 1964.  
Os Beatles gravaram "I Don't Want to Spoil The Party" em 29 de Setembro de 1964, em 19 takes, a tentativa final, a 19, entrou para o álbum Beatles for Sale.
Nos Estados Unidos, a Capitol lançou a música como lado B do single "Eight Days a Week", e mais tarde no álbum Beatles VI ambos em 1965. A música ficou nas paradas como lado B de Eight Days a Week, alcançando a posição 39 no gráfico.